# Edward Copleston
Edward Copleston, né le 2 février 1776 à Offwell et mort le 14 août 1849 à Chepstow, est un homme d'Église et universitaire britannique, doyen de l'Oriel College d'Oxford de 1814 à 1828, et évêque de Llandaff à partir de 1827.

## Biographie
Né dans une ancienne famille du West Country, il effectue ses études au Corpus Christi College d'Oxford dont il obtient à 15 ans une bourse.
Élu tuteur à l'Oriel College d'Oxford en 1797 puis au St Mary Hall, Oxford (en) en 1800, il y enseigne la poésie de 1802 à 1812 et devient célèbre pour ses critiques littéraires.
Après avoir occupé le poste de doyen à Oriel pendant quelques années, il en devient Président en 1814 et, grâce en grande partie à son influence, le collège atteint un degré de prospérité remarquable au cours du premier quart du XIXe siècle.
Nommé doyen de Chester en 1826, il est consacré évêque de Llandaff l'année suivante. Il soutient alors le nouveau mouvement de restauration d'églises du Pays de Galles et plus de vingt nouvelles églises sont construites dans son diocèse.
Intéressé par les problèmes politiques de son époque, on lui doit, entre autres, deux lettres à Sir Robert Peel, l'une traitant de la « norme variable de la valeur » (Variable Standard of Value), l'autre de « l'augmentation du paupérisme » (Increase of Pauperism) (Oxford, 1819).
Après la vente du palais des évêques de Llandaff, Copleston réside occasionnellement au château de Llandough (en), près de Cowbridge puis, plus tard, entre le doyenné de St. Paul et Hardwick House à Chepstow où il finit sa vie.